# Schloss Volkersheim

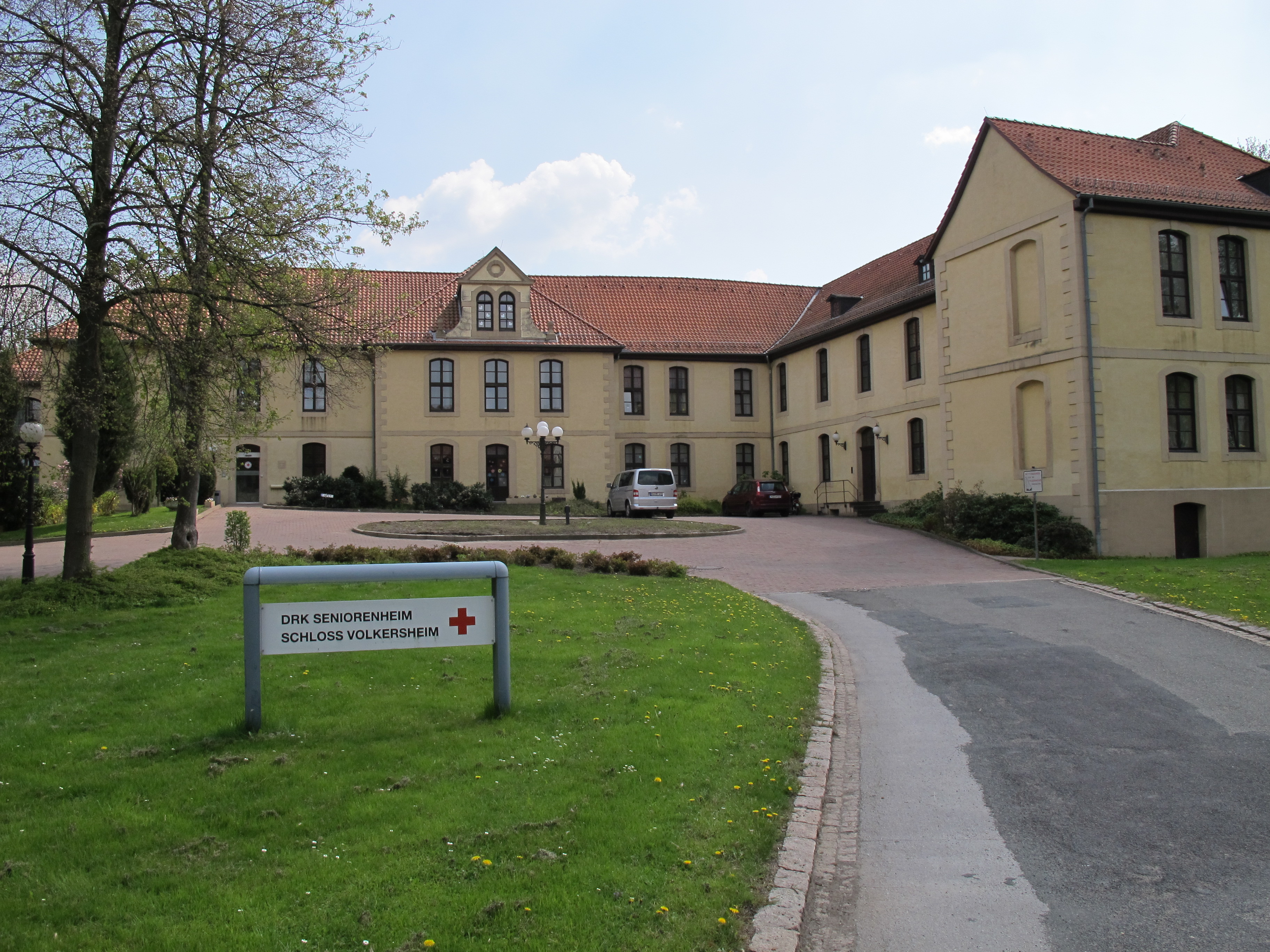
Schloss Volkersheim

Schloss Volkersheim ist eine 1775 für die Herren von Cramm erbaute Schlossanlage im Ortsteil Volkersheim der Stadt Bockenem in Niedersachsen. Seit den 1950er Jahren befindet sich in dem Gebäudekomplex ein Seniorenheim.

## Beschreibung
Das Schloss war als symmetrische Anlage mit einem Mittelbau und zwei Gebäudeflügeln sowie einem Ehrenhof geplant. Realisiert wurden ein halber Mittelbau und ein Flügel. Das Schloss hatte ursprünglich 34 Zimmer und einen großen Saal im Obergeschoss. 1826 zerstörte ein Brand einen Schlossflügel sowie mehrere Wirtschaftsgebäude. Zum Schloss gehörte auch ein Brauhaus, in dem bis 1885 gebraut wurde. Nach dem Abriss des Brauhauses 1904 wurde der Nordflügel des Schlosses durch einen Anbau verlängert. Über dem Haupteingang im Mittelbau befindet sich das Wappen der Familie von Cramm. Östlich des Schlosses liegt ein Park mit drei Teichen.

## Geschichte
Ende des 18. Jahrhunderts war Volkersheim ein Bauerndorf mit 72 Häusern. Im Dorf befanden sich mit dem Oberhof und dem Unterhof zwei Gutshöfe, die Lehnsgüter waren. Bereits seit dem 13. Jahrhundert hatte die Familie von Cramm, neben anderen, hier Besitz- oder Lehensrechte. 1774 wurde das vom braunschweigischen Premierminister August Adolf von Cramm in Auftrag gegebene Schloss vollendet. 1826 befand sich das Schloss im Besitz von Albert von Cramm und seiner Ehefrau Clara, geborener von Krosigk. Da die Ehe kinderlos blieb, vererbte Albert von Cramm den Besitz, nicht wie üblich dem nächsten männlichen Angehörigen seiner Familie, sondern der Nichte seiner Frau, Hedwig von Krosigk, verheiratete von Gadenstedt. Deswegen ging nach Alberts Tod Volkersheim an die Familie von von Gadenstedt-Gadenstedt über und kam an Hedwigs Sohn, Albrecht von Gadenstedt von Gadenstedt (1850–1929), Kammerherrn des Braunschweiger Herzogs. Er wurde 1885 Mitglied des Johanniterordens, später Rechtsritter, und war Mitglied der Hannoverschen Provinzial-Genossenschaft des Ordens. Nach Albrechts Tod 1929 übernahm sein Sohn Burghard (1899–1944) das Schloss; er fiel im Zweiten Weltkrieg als Soldat in der Sowjetunion. Während des Krieges lebten auf dem Schlossgelände Menschen, die wegen des Luftkriegs aus Großstädten evakuiert wurden. Als 1945 amerikanische Truppen einrückten, bezogen sie das Schloss. Anschließend war es ein Sammellager für polnische Zwangsarbeiter aus dem Salzgittergebiet. Danach diente das Schloss als Notunterkunft für Heimatvertriebene aus den deutschen Ostgebieten. 
Ab 1948 verpachtete der Schlossbesitzer Albrecht von Gadenstedt-Volkersheim die Schlossanlage an den Landkreis Gandersheim, der darin rund 170 ältere Menschen, insbesondere Heimatvertriebene, unterbrachte. Nachdem der Landkreis das Schloss 1953 erworben hatte, ließ er 1955 die Wirtschaftsgebäude abreißen und ein neues Wohngebäude erbauen. Die Zahl der Bewohner wurde auf 90 Personen reduziert. Bei der Gebietsreform in Niedersachsen übernahm der Landkreis Hildesheim 1974 das Seniorenheim und übertrug es dem Deutschen Roten Kreuz. Nach einem Umbau für 6 Millionen DM hat das Seniorenheim heute rund 50 Bewohner.